# Dorota Gardias (dziennikarka)

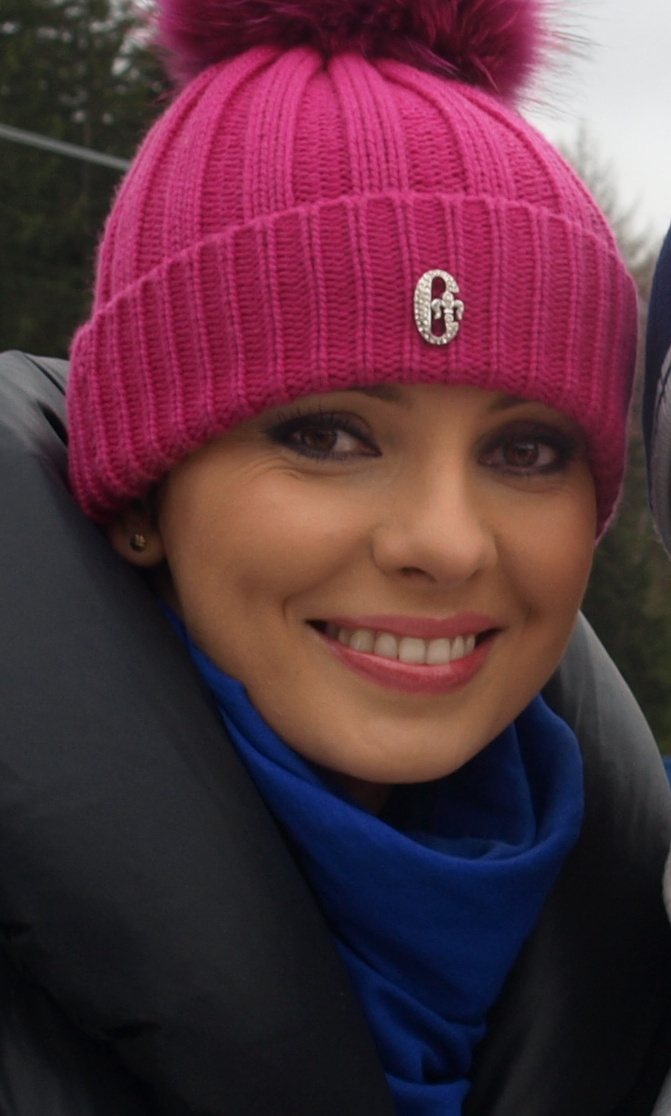
Gardias w 2012 roku

Dorota Gardias primo voto Skóra (ur. 22 czerwca 1980 w Tomaszowie Lubelskim) – polska fotomodelka, dziennikarka i prezenterka pogody kanałów Grupy TVN.

## Młodość
Ma dwóch braci, Kamila i Michała. Jest absolwentką Liceum Ogólnokształcącego im. Bartosza Głowackiego w Tomaszowie Lubelskim oraz Uniwersytetu Marii Curie-Skłodowskiej w Lublinie, gdzie ukończyła pedagogikę przedszkolną oraz kierunek animatora i menedżera kultury. Śpiewała w zespole Kombinacja wraz ze swoim ojcem.

## Kariera jako modelka
Startowała w wielu konkursach piękności. W 1999 zdobyła tytuł Miss Lubelszczyzny, a rok później została wybrana najpiękniejszą studentką Lublina. Na swoim koncie ma też tytuły: Miss Tomaszowa Lubelskiego, Miss Chmielaków, Miss Nastolatek Zamojszczyzny 1996, Miss Lata Zamojszczyzny 1998, Miss Polonia Roztocza 1999 i Miss Dziennika Wschodniego. Startowała również w konkursie Miss Polonia 1999. Ma 174 cm wzrostu, a jej wymiary to: 85-62–85 cm (1999).
Znalazła się na okładkach magazynów, takich jak „Neo+” (w sesji promującej grę rpg Dragon Age: Początek), „CKM”, „Cosmopolitan”, „Twój Styl” (w sesji topless) czy „Moda & Styl”. W sierpniu 2010 wystąpiła w sesji zdjęciowej do magazynu „Wysokie Obcasy Extra”, inspirowanej sesją Lady Gagi zrobioną przez Davida LaChapelle.
Ponadto wzięła udział w kampanii reklamowej piwa Redd’s pt. „Babski Wieczór? Tylko z Redd’s!” oraz w reklamie gry Dragon Age: Początek.

## Obecność w mediach
Pracę w mediach rozpoczęła w lubelskim oddziale TVP3. Od 15 czerwca 2006 prezentuje pogodę na antenie TVN Meteo. Od czerwca 2007 pracuje również w TVN24, a od lipca 2007 także w TVN. Prowadziła liczne programy stacji: Projekt plaża i Projekt plaża nocą (razem z Ireneuszem Bieleninikiem, 2009), Dzień dobry wakacje (2010) oraz alleZIMA! (z Olivierem Janiakiem, 2011). W 2011 prowadziła program Meteo Maniak
Wiosną 2009 w parze z Andrejem Mosejcukiem zwyciężyła w finale dziewiątej edycji programu TVN Taniec z gwiazdami. W 2017 uczestniczyła z Katarzyną Domeracką w drugiej edycji programu Azja Express; odpadły w ósmym odcinku, zajmując szóste miejsce. W 2022 uczestniczyła w pierwszej edycji programu Mask Singer, odpadła w piątym odcinku.

## Życie prywatne
Do 2011 była żoną pilota śmigłowców Konrada Skóry. Ze związku z Piotrem Bukowieckim ma córkę Hannę (ur. 7 września 2013).
We wrześniu 2021 ujawniła, że zdiagnozowano u niej nowotwór piersi.

## Nagrody i nominacje
- nagroda Telekamery 2010 w kategorii „Prezenter pogody” (z liczbą 214 812 głosów).
- nominacja do nagrody Viva! Najpiękniejsi w kategorii „Najpiękniejsza Polka”[19][20].